# غارغنجي (غوهران)
غارغنجي (بالفارسية: گارگنجی) هي قرية تقع في إيران في Gowharan Rural District. يقدر عدد سكانها بـ 117 نسمة بحسب إحصاء 2016.